# Gherța Mică
Gherța Mică es una comuna ubicada en el distrito de Satu Mare, Rumania.

## Superficie
Posee una superficie de 38,85 kilómetros cuadrados.

## Demografía
Hasta 2021 la población era de 3881 habitantes, con una densidad de población de 99,90 habitantes por kilómetro cuadrado.